# Habibi
Habibi is een Amerikaanse grafische roman van Craig Thompson. Het boek verscheen bij uitgeverij Pantheon in september 2011.

## Verhaal
Het 672 bladzijdes tellende boek speelt zich af in een fictief Arabisch landschap en verhaalt over de relatie van de ontsnapte kindslaven Dodola en Zam en hun strijd en opofferingen om in leven te blijven. Het boek toont hoe de kinderen elkaar kwijtspelen en toont hun transformatie in hun nieuwe IK's. Het verhaalt over lidloze Eunuchen, harems, geloof, liefde en haram gedrag. Sommige gebeurtenissen blijken obstakels in hun latere liefdesrelatie.
De Nederlandse vertaling werd verzorgd door Waldemar Noë en werd uitgebracht door de uitgeverijen Oog & Blik en De Bezige Bij uit Amsterdam.